# Kostís Palamás
Kostís Palamás (em grego:  Κωστής Παλαμάς; 13 de janeiro de 1859 — 27 de fevereiro de 1943) foi um poeta grego.

## Trabalho
Palamas escreveu a letra do Hino Olímpico, composto por Spyridon Samaras. Foi realizado pela primeira vez nos Jogos Olímpicos de Verão de 1896, os primeiros Jogos Olímpicos modernos. O Hino foi então arquivado quando cada cidade-sede até os Jogos Olímpicos de Inverno de 1960 encomendou uma peça original para a celebração dos Jogos, mas a versão de Samaras e Palamas foi declarada o Hino Olímpico oficial em 1958 e foi executada em cada celebração de os Jogos desde os Jogos Olímpicos de Inverno de 1960.